# Agostino Barbarigo (1516–1571)
Admirál Agostino Barbarigo (22. ledna 1516 Benátky – 9. října 1571 Patraský záliv) byl benátský aristokrat, diplomat a válečník z mocného rodu Barbarigů. Za svého života zastával vícero významných postů, mimo jiné byl velvyslancem Benátek ve Francii (1554–1557), vrchním velitelem benátských vojsk na Kypru (1567) a admirálem benátského loďstva.
V bitvě u Lepanta velel levému křídlu křesťanské floty, které porazilo svůj osmanský protějšek a velmi tak přispělo k celkovému vítězství, tento jeho životní úspěch však byl též úspěchem posledním – během bitvy si neprozřetelně nadzvedl kryt hledí, aby mohl lépe obhlédnout a zhodnotit situaci, a byl smrtelně zraněn šípem do oka. Dva dny po bitvě svému zranění podlehl.